# ألين غارفيلد
ألين غارفيلد (بالإنجليزية: Allen Garfield)‏ مواليد 22 نوفمبر 1939 في نيوآرك، الولايات المتحدة، هو ممثل أمريكي بدأ مسيرته الفنية سنة 1968. شارك في قرابة 100 فيلما. امتدت مسيرته الفنية لأكثر من 34 عاما.

## الأعمال
- المرشح
- المحادثة
- ناشفيل
- نادي القطن
- ديك تريسي
- البوابة التاسعة
- الملكي

## روابط خارجية
- ألين غارفيلد على موقع IMDb (الإنجليزية)
- ألين غارفيلد على موقع روتن توميتوز (الإنجليزية)
- ألين غارفيلد على موقع قاعدة بيانات الأفلام العربية
- ألين غارفيلد على موقع ألو سيني (الفرنسية)
- ألين غارفيلد على موقع أول موفي (الإنجليزية)
- ألين غارفيلد على موقع قاعدة بيانات برودواي على الإنترنت (الإنجليزية)
- ألين غارفيلد على موقع قاعدة بيانات الأفلام السويدية (السويدية)
- ألين غارفيلد على موقع إن إن دي بي (الإنجليزية)
- ألين غارفيلد على موقع قاعدة بيانات الفيلم (الإنجليزية)
- ألين غارفيلد على موقع كينوبويسك (الروسية)